# Подполозье (Закарпатская область)
Подполо́зье (укр. Підполоззя) — село в Ждениевской поселковой общине Мукачевского района Закарпатской области Украины.
Село расположено в 22 км от районного центра и железнодорожной станции Воловец в Закарпатье. Население по переписи 2001 года составляло 798 человек. Почтовый индекс — 89121. Телефонный код — 3136. Занимает площадь 1,518 км². Код КОАТУУ — 2121584501.

## История
Первое упоминание о Подполозье в исторических документах относится к 1430 году.
В Подполозье найден клад бронзовых изделий эпохи поздней бронзы (конец II тысячелетия до н. э.) и погребение (IX в. н. э.).